# セイバーガンダム
セイバーガンダム (SAVIOUR GUNDAM) は、「ガンダムシリーズ」のうちのコズミック・イラ (C.E.) 年代を舞台とした「機動戦士ガンダムSEEDシリーズ」に登場する架空の兵器。初出作品は、シリーズのテレビアニメ第2作として2004年 - 2005年に放送された『機動戦士ガンダムSEED DESTINY』。
「ガンダムシリーズ」の主要兵器である人型ロボット兵器モビルスーツ  (MS) の1機で、作中勢力のひとつであるプラントの軍隊ザフトが開発した5機の試作型MS「セカンドステージシリーズ」に属する。赤い機体色と頭頂部の突出したセンサーユニットが特徴で、戦闘機型のモビルアーマー (MA) に変形する可変MSでもある。ほかのセカンドステージ機に送れて実戦投入され、ザフトに復隊したアスラン・ザラの搭乗機となる。「セイバー」は英語で「救世主」を意味し、メディアや関連商品では「セイバーガンダム」と公称されるが、『機動戦士ガンダムSEED DESTINY』作中の設定においては、同作のほかのとガンダムタイプ同様に「セイバー」と呼称される。
当記事では、外伝を含むほかのシリーズ作品に登場する改修機や派生機についても解説する。

## 設定・デザイン
デザインを担当した大河原邦男は雑誌記事において、「高機動な機体であるという点以外は細かい指定が無かったため、スピード感のあるデザインを意識し、アスランの搭乗する機体であるため、ジャスティスの流れを汲むデザインを行った」と語っている。

## 設定解説
ユニウス条約締結後にザフトが開発した試作MS群「セカンドステージシリーズ（セカンドシリーズ）」の1機。型式番号の「X」は実験機、「2」は航空機系統、「3」は開発ナンバー、「S」は「Second Stage（セカンドステージ）」を示す。頭部形状はGAT-Xシリーズのイージスに類似する。
ほかのセカンドステージシリーズ機同様にフリーダムやジャスティスの基本性能を引き継ぎ、C.E.73年におけるザフト主力量産MSであるザクウォーリアを凌駕する。機動性重視の機体であり、MS形態で高い空戦能力を発揮するだけでなく、双胴の戦闘機型モビルアーマー (MA) への変形機構を持つことで加速性能と巡航速度を強化することも可能としている。大気圏内外を問わない優れた機動性を持ち、一撃離脱戦法から対MS戦・対要塞戦まで行える高い汎用性も有する。複数敵との交戦から単体戦までをカバーしており、可変機構を生かして戦いに緩急をつけ、敵を翻弄する。また、パワーエクステンダーやデュートリオンビーム送電システムを採用しており、バッテリー駆動機でありながらプラントから地上基地まで無補給の巡行も可能としている。
セカンドステージシリーズにおいては初期に開発された機体であるが、その際のトラブルによって完成は遅延していた。他の機体に比べて特殊兵装は少ないものの、本体性能が高く操縦者の技量が要求される機体である。なお、カオス、アビス、ガイアとは異なる開発手順を踏んでいるため、インパルスの換装装備として派生する構想は存在しない。

### 武装
MMI-GAU25A 20mmCIWS
頭部内蔵の対空機関砲。MA時は砲口がシールドで覆われるため使用不能。
MA-BAR70 高エネルギービームライフル
MA（マティウス・アーセナリー）社製のビームライフル。フリーダムやジャスティスに装備されたMA-M20ルプスをベースとしている。他のセカンドシリーズ用ライフルと共通の機構を持つ。セカンドステージシリーズのビームライフルはこの「MA-BAR70」をベースに各々の運用形態に適したアレンジが加えられている。MA時は左肩アーマーに固定される。MS形態での非使用時はリアスカートにマウントする。
MA-M941 ヴァジュラビームサーベル
アビスを除くセカンドシリーズ共通装備。インファイトも得意とするセイバーの主力兵装の一つである。両肩アーマーに格納される。
M106 アムフォルタスプラズマ収束ビーム砲
背部に接続された2門の大出力ビーム砲。フリーダムに装備された「M100 バラエーナ」の改良型で、エネルギー変換効率の向上により核動力機と遜色ない威力を持つ。MS形態での使用に際しては、アニメーション作中(第16話～)では両脇から発射する描写が見られるが、玩具商品のスチル写真においては両肩に乗せたものもみられた。
アムフォルタスとはリヒャルト・ワーグナーの楽劇『パルジファル』に登場する王の名を意味する。
MA-7B スーパーフォルティスビーム砲
アムフォルタス砲身と同軸上に設置されたビーム砲。ジャスティスの「MA-4B フォルティス」をバッテリー動力用に改良した装備で、出力・連射性ともに原型モデルと遜色のない性能を有する。
また、ただ攻撃に使用するだけでなく、まず本装備を射撃してターゲットの照準を確認し、アムフォルタス発射時の命中率アップを図る運用も可能。
MMI-GAU2 ピクウス76mm近接防御機関砲
ZAFTガンダム目の機体やゲイツと同型の対空機関砲。MA時の機首部分（MS時の頭部後方ブロック）に2門を内蔵する。
MMI-RD11 空力防盾
左腕に装備される対ビームコーティングシールド。表面には補助翼を備える。MA時は機体下面に装着され、死角からの攻撃に対応するとともに、整流効果を担っている。この装備が破壊された場合は空気抵抗の観点からMA形態への変形は不可となる。

### 劇中での活躍
プラント最高評議会議長ギルバート・デュランダルの計らいにより、ザフトに復隊したアスラン・ザラに与えられ、プラント本国より発進する。ミネルバが寄港しているオーブへ向かうが、ミネルバがすでに退去していたことを知らず、オーブに接近した際、迎撃に出たオーブ軍のMSムラサメ2機と交戦となり、これを一蹴した。
インド洋での戦闘において、ファントムペインのスティング・オークレーが搭乗するカオスと交戦になり、優勢気味に戦う。シンが搭乗するインパルスの危機を救い、カオス及びネオ・ロアノークのウィンダムを抑えつつ数機のウィンダムを撃墜した。ガルナハンでの戦闘では、地球連合軍のMAゲルズゲーを撃破し、ローエングリンゲート突破に貢献している。ダーダネルス海峡での戦闘では、カオスと再戦するが、戦場に割って入ったキラ・ヤマトのフリーダムガンダムの妨害により撃破には至らなかった。
クレタ島沖の戦闘において、多数の地球連合軍のMSと交戦し、スティングのカオスと再戦する。その後、再び戦場に割って入ったキラのフリーダムと交戦。キラの口からカガリの苦悩をぶつけられたアスランは少なからず動揺を見せ、直後の白兵戦において碌に切り結ぶことも出来ずにフリーダムの二刀流のビームサーベルに五体を切り刻まれるほど破壊され、ミネルバに回収された胴体部が艦内に永久保管される描写があるものの修復は不可能な状態にあった。

## プロトセイバー
重力下での可変、機動試験を目的に製造されたセイバーのプロトタイプ機。型式番号、構造や外観、装備はセイバーと同一だが、VPS装甲の起動色はダークグレー地に飛行試験及び変形時の状態の計測用に追加された白ラインというパターン。オーブが開発に協力しており、地上に降ろされている。廃棄予定の実験機であるため信頼性はあまり考慮されていないが、過酷な飛行試験に耐え、ほぼ同構造でセイバーが製作された。アスランの機体はこの機体のデータを基にプラント本国で組み上げられた物であった。
開戦前に地球連合軍特務情報局の手に渡り、新たに「RGX-04」の型式番号が与えられる。マティスの指示により、テスタメントと同様の量子コンピュータウイルス送信機能が追加されている。エースパイロット養成機関「サーカス」出身の戦闘用コーディネイター、イルド・ジョラールが搭乗する。試験時にあった白いラインが残されているのはカイト・マディガンの真似をしたいイルドの意向によるもの。
護送中のベルナデット・ルルーを救うために、リーカ・シェダーのザクファントムとモーガン・シュバリエのエグザスと交戦する。

### プロトセイバー+11
地球連合軍が回収したリジェネレイトのコア・ユニットと合体した形態。核エンジンの大出力とコア・ユニットの大推力を付加した高機動形態。機体の稼働時間も実質的に半永久的となり、PSダウンも発生しない。ただし、核エンジンを搭載しているのはコア･ユニットの側であり分離状態で戦闘を行った場合、プロトセイバー側はその間バッテリー駆動に切り替わりいずれはエネルギーの補給が必要になる。
この合体のためにプロトセイバー側にも専用ジョイントが増設され、取り付けの際は背部スタビライザーを取り外す。コア・ユニットはウイルスにより遠隔操作が可能。

## ヴァンセイバー
「ライブラリアン」がセイバーを独自改修・再設計した機体。型式番号冒頭の「LV」は「ライブラリアン・ヴァン」の略称で、「ヴァン」はフランス語で「風」を意味する。
当初のパイロットはカーボンヒューマンとして再生された、元ザフトの「英雄」にしてソキウスシリーズのオリジナル体であるグゥド・ヴェイア。その後、地上でのイライジャとの戦闘中、ヴェイアがダメージを受けた機体から脱出、油断したイライジャからイライジャ専用ザクファントムを奪取して逃亡したため（この際、自爆や僚機のレーゲンデュエルによる破壊処理は行われなかった）、その場にはほぼ無傷のヴァンセイバーとイライジャだけが残り、以後イライジャ機として運用される。
保有戦力の多くがC.E.71年製MSの改修型であるライブラリアンとしては珍しく、最新鋭のセカンドシリーズをベースとした数少ない機体。こうした新型機の保有数が少ないのは、各国の情報統制が厳しくなり、設計データの入手が困難となった理由による。本機の場合は、ライブラリアンの近縁組織がプロトセイバーを保有していたことから、例外的に製造が可能となった。
主な改修点として、主翼の設置箇所をアムフォルタス砲身側面から両肩に変更。これによりMS形態でも主翼の水平展開が可能となり、空中での姿勢制御能力が向上している。MA形態でも取り付け位置が下降したことで、翼形状を変えることなくより効率的な揚力を得ることが出来る。また、インフィニットジャスティスのファトゥム-01を参考に、MS形態の両肩上にアムフォルタス砲身を展開したファトゥム形態が新たに追加された。頭部センサーの強化、形状変更を初め、内部構造、装甲材質なども全面的に見直されており、外見以上の別機体に仕上がっている。イライジャ用に調整された際には、高速形態での機動にイライジャの体が耐えられなかったため、リミッターがかけられ、能力の一部が封印された。
他のライブラリアン製MSと違い独自のストライカーパックは持たないが、バックパックに追加されたプラグに各種ストライカーを装着することが可能。ただし、背部のアムフォルタスに干渉するため、一部装着不可能なストライカーもある。

### ヴァンセイバー改
ヴェイアから託されたヴァンセイバーをジャンク屋のロウ・ギュールがイライジャ用に調整、改良した機体。イライジャが手に入れたヴァンセイバーは高性能だったが、可変機ということから今までの機体との操作性の違いや高速形態での機動性にイライジャが扱いきれないという問題が生じていた。そこでロウは鹵獲したネブラブリッツに装備されていたマガノイクタチストライカーをヴァンセイバーに装備させ、ストライカーに搭載されているミラージュコロイドによって飛行時の空力を制御させようと考えた。それにより背部に装備されたマガノイクタチストライカーとロウの機体の微調整によって、ヴァンセイバーはイライジャの新しい機体として生まれ変わった。なおヴァンセイバーとマガノイクタチストライカーの組み合わせは、開発したライブラリアン側でも有効という実験結果を出していた。

### 武装（ヴァン）
一部の装備位置が変更された以外は原型機と同一。
MA-BAR70 高エネルギービームライフル
MA時の設置箇所を肩アーマーと主翼を繋ぐジョイントパーツに変更。
MA-M941 ヴァジュラビームサーベル
両肩に配置された主翼と入れ替える形で、アムフォルタス砲身側面に配置。
マガノイクタチストライカー
ヴァンセイバー改での装備。元々はネブラブリッツの装備であり、このストライカーもVPS装甲のため、色も赤から機体本体と同じ白系統に変更されている。